# Motmedel

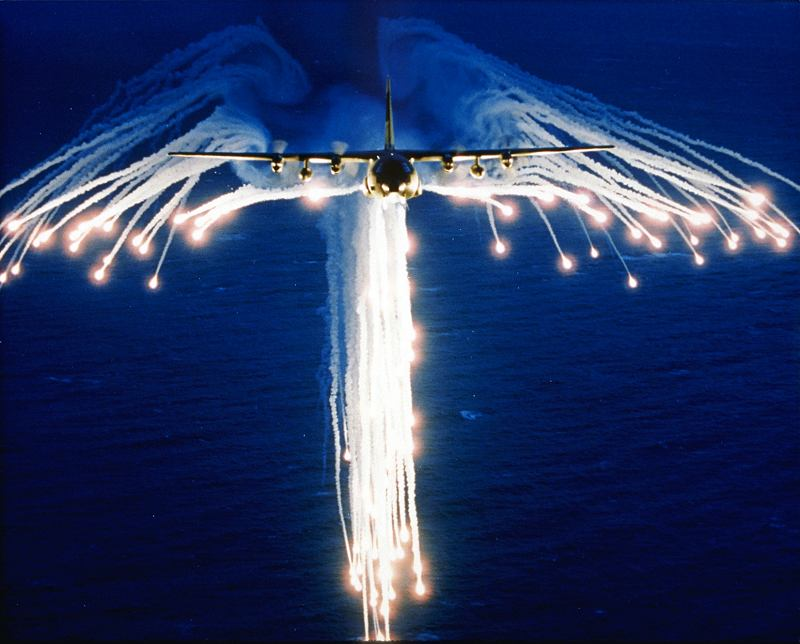
Ett C-130 Hercules-plan fäller motmedel.

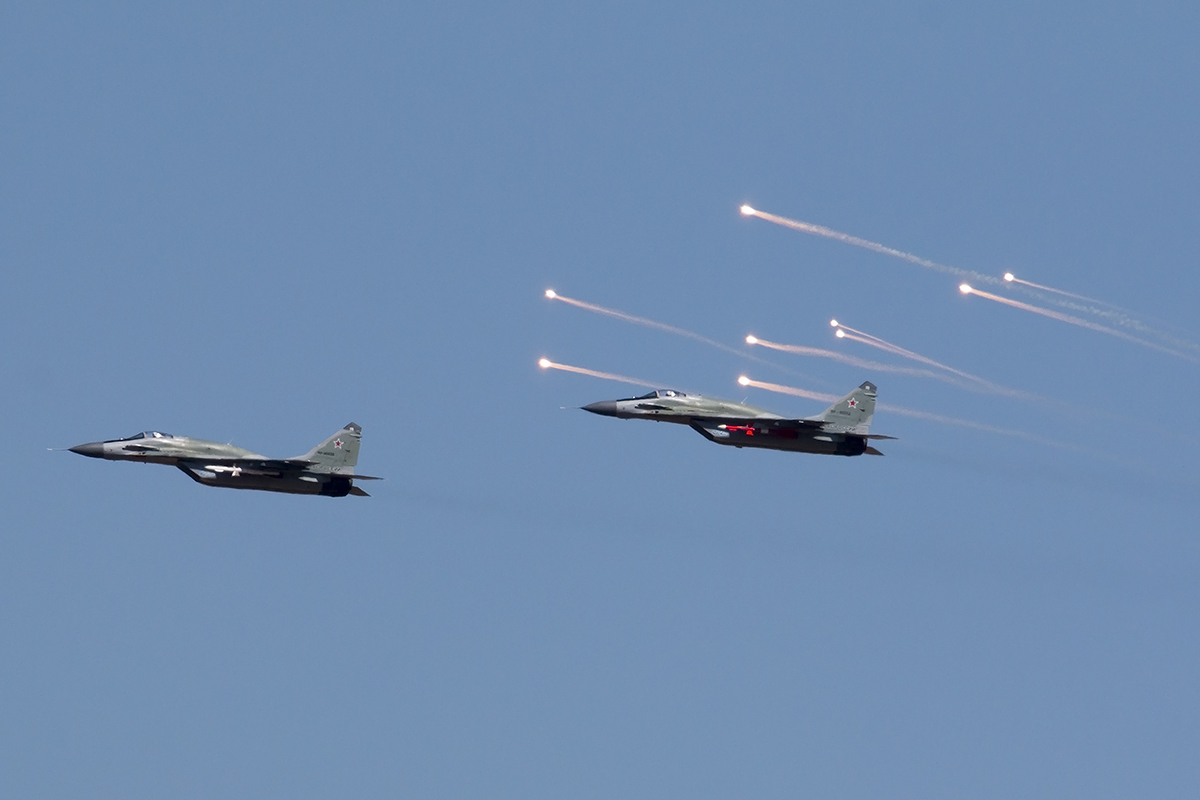
Två ryska Mikojan-Gurevitj MiG-29 fäller motmedel.

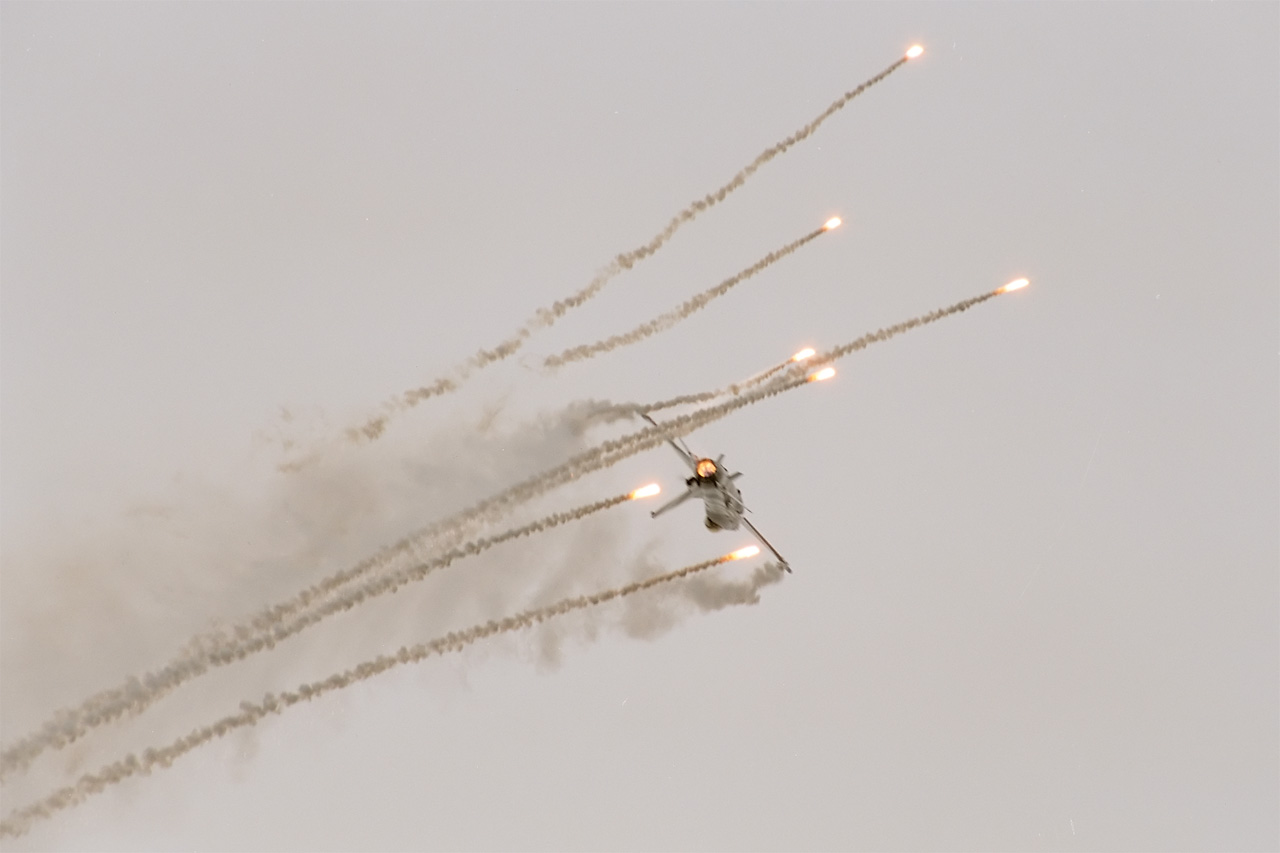
En F-16 från Hollands flygvapen fäller facklor under en uppvisning i Polen.

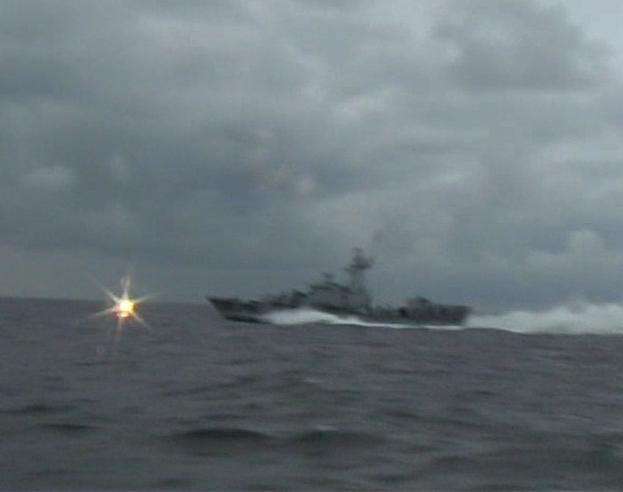
Motmedelsinsats från en svensk korvett av Stockholmsklassen.

Motmedelssystem används på militära fartyg, flygplan eller stridsvagnar för att undvika träff av en anflygande målsökande robot. Man delar ofta in motmedelsystem i två kategorier - aktiva och passiva. Passiva motmedelssystem avleder roboten eller missilen från målet genom att etablera ett skenmål, samtidigt som en taktisk undanmanöver sker. Aktiva motmedel är avsedda att förstöra anflygande robotar på ett sådant sätt att hotet elimineras.

## Passiva motmedel
Motmedelssystem skall motverka infraröda- (IR), radiofrekvens- (RF) och elektrooptiska (EO) hot med hjälp av passiva metoder. Motmedel sprids ut och genererar en IR-/RF-signatur med syfte att vilseleda missilens målsökare. Genom att kombinera antalet kastare/eldrör och dess rörlighet i två axlar med de möjligheter som ammunitionens programmerbara tändrör ger får systemet frihet i fem grader: höjd, bäring, avstånd, antal skenmål och fördröjning mellan skenmålen. Det ger goda möjligheter att etablera skenmål och därmed haka av radar- och IR-målsökande robotar.
Flygplan och helikoptrar fäller vanligtvis facklor eller metallremsor för att avleda inkommande robotar.

### IR-facklor
Facklornas uppgift är att emittera ljus och värme med syfte att störa IR-målsökande robotar.

### Radarremsor
Radarremsor består av stora mänger supertunna fiber- eller metallremsor vars uppgift är att bilda stora radarekon för att dra till sig radarstyrda robotar eller lura radarstationer.

### Skenmål
Skenmål kan också vara bogserade eller fria föremål med en radar och/eller IR-signatur som liknar det verkliga målet.

### Rökridåer
Rökgranater kan avfyras för att sedan fly i skydd av en rökridå. Rökridån försvårar även för laserstyrda vapen att träffa sitt mål, samt gör det svårare att visuellt identifiera målet.

## Aktiva motmedel

### Störsändare
Störsändare sänder ut en störsignal på samma frekvens som radarn och skapar därmed falska ekon som förvirrar roboten.

### Beskjutning
Inkommande robotar kan även slås ut genom att man beskjuter roboten med artilleri eller egna robotar, luftvärnsrobotar.